# Volcas tectósages

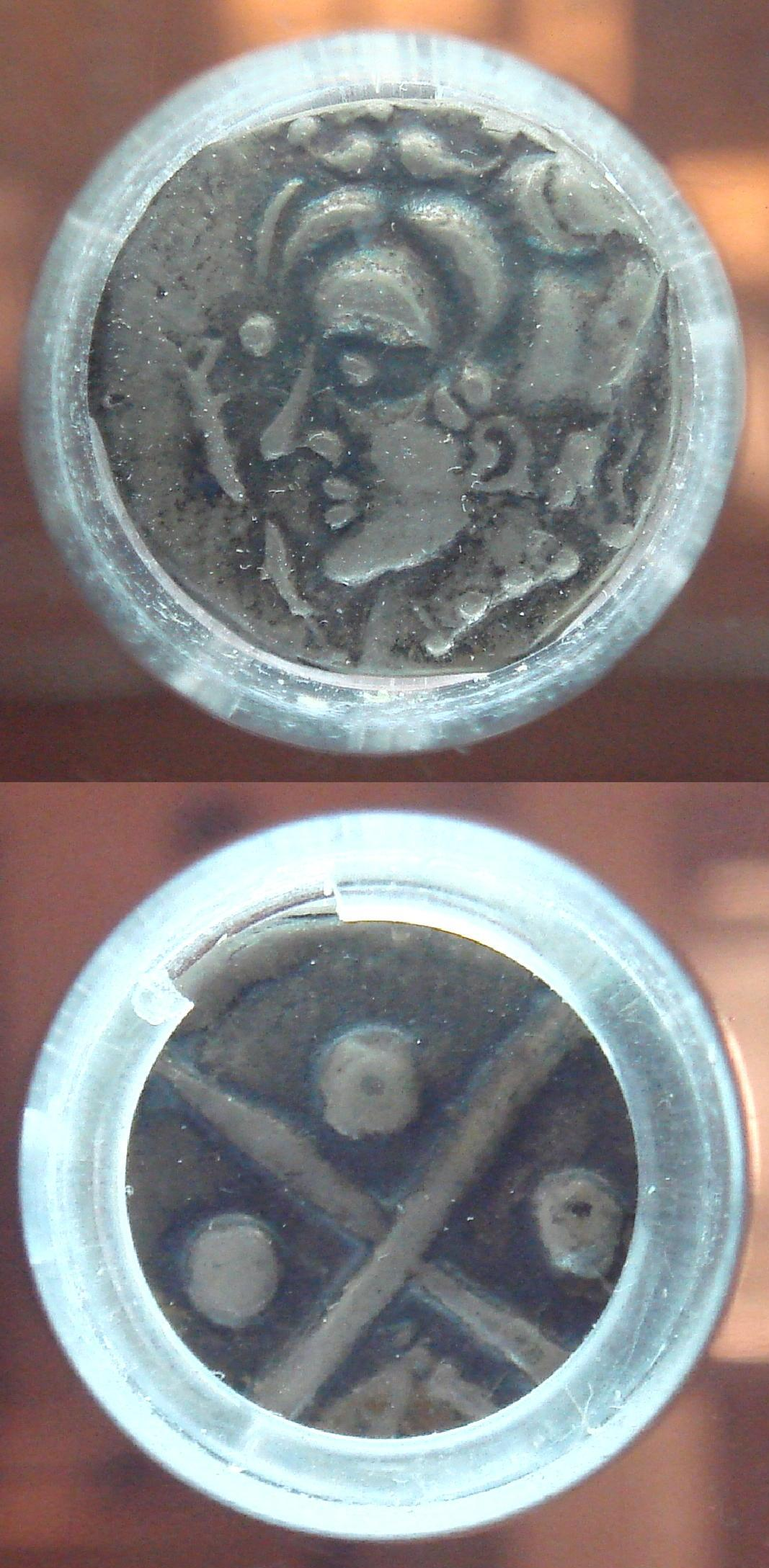
Moneda de los volcas tectósages, plata 3.58g. Monnaie de Paris.

Los volcas tectósages (en latín, Volcae Tectosages) fueron una tribu de galos procedentes del valle del Danubio que, después de ser expulsados por los pueblos balcánicos en el siglo III a. C., poblaron la región entre el Rosellón y el Ródano. Los volcas tectósages se establecieron en la región de Béziers hacia el oeste, y una parte en Galacia. Fueron romanizados a partir del año 120 a. C.
Se asentaban  al oeste de los arecómicos. Su territorio incluía el de los tolosates, que vivían entre los aquitanos, separados por el río Hérault (Arauris) o una línea entre el río Hérault y el río Orbe (Orbis). Estrabón dice que los volcas tectósages provenían de la región cerca de la moderna Tolosa, en Francia, y eran una rama separada o clan de los volcas.
El territorio de los volcas tectósages (Οὐόλκαι Τεκτόσαγες de la Geografía de Ptolomeo ii) quedaba fuera de la República romana, al suroeste de los volcas arecómicos. Desde el siglo III a. C., la ciudad capital de los volcas tectósages era Tolosa. Cuando los cimbrios y los teutones invadieron la Galia, los tectósages se aliaron con ellos, y la ciudad de Tolosa fue saqueada en represalia por Quinto Servilio Cepión en el año 106 a. C. Tolosa fue incorporada a la República romana como parte de la provincia de Galia Aquitania con la conquista de Galia por Julio César en el año 52 a. C. La conquista romana de Tolosa puso fin a la identidad cultural de los volcas tectósages.
Según la Geografía de Ptolomeo, sus ciudades del interior eran Illiberis, Ruscino, Tolosa colonia, Cessero, Carcaso, Baetirae y Narbon colonia.
Los volcas tectósages figuraron entre los asaltantes más exitosos de la expedición a Delfos y se decía que habían transportado su botín a Tolosa. Venceslas Kruta sugiere que su traslado a esta región estuvo motivada probablemente por un puesto de reclutamiento cartaginés situado cerca, una gran atracción de la región para mercenarios celtas deseosos de alistarse para más campañas. Después de cruzar los Pirineos en el año 218 a. C., Aníbal, al viajar a través de la Galia meridional, se encontró de hecho con tribus belicosas: los volcas, los arvernos, los alóbroges y los gaesatas del valle del Ródano, quienes alcanzaron la prominencia alrededor de mediados del siglo III a. C. Desde aquella época, esta parte de la Galia atravesó un proceso de estabilización fortalecido por la formación de nuevas y poderosas confederaciones tribales, así como por el desarrollo de asentamientos de nuevo estilo que recordaban a los centros urbanos del mundo mediterráneo, del que Tolosa y Nemauso (Nimes) no eran ninguna excepción.
En 107, los volcas, aliados de los tigurinos, una rama de los helvecios que pertenecían a una coalición que se había formado alrededor de los cimbrios y los teutones, derrotaron a un ejército romano en Tolosa. En 106-5, Quinto Servilio Cepión fue enviado con un ejército a aplastar la revuelta, y como resultado de ello Tolosa fue saqueada, y más tarde la ciudad y su territorio fueron absorbidos por la Provincia romana, estableciéndose así un control firme sobre el corredor comercial galo occidental a lo largo de Carcasona Gap y el río Garona.